# 7353 Kazuya
7353 Kazuya este un asteroid din centura principală de asteroizi.

## Descriere
7353 Kazuya este un asteroid din centura principală de asteroizi. A fost descoperit pe 6 ianuarie 1995 la Nyukasa de Masanori Hirasawa și Shohei Suzuki. El prezintă o orbită caracterizată de o semiaxă mare de 2,57 ua, o excentricitate de 0,17 și o înclinație de 14,4° în raport cu ecliptica.